# Cerkiew św. Mikołaja w Wilnie
Cerkiew św. Mikołaja (Nikolska) (pełna nazwa: Cerkiew Przeniesienia Relikwii św. Mikołaja Cudotwórcy) – cerkiew prawosławna w Wilnie, jedna ze starszych murowanych świątyń w stolicy Litwy, położona w obrębie Starego Miasta przy ulicy Didžioji (ul. Wielka). Siedziba parafii.

## Historia
Pierwszy drewniany obiekt sakralny na miejscu dzisiejszej cerkwi został wzniesiony około roku 1340. Był pierwotnym miejscem pochówku męczenników Antoniego, Jana i Eustachego, których szczątki znajdują się obecnie w cerkwi Świętego Ducha. W 1350, o czym przypomina tablica znajdująca się obecnie w jednej z kaplic cerkwi, nowy, kamienny chram został zbudowany na polecenie Julianny Twerskiej, drugiej żony księcia Olgierda. W 1514 na jego miejscu Konstanty Ostrogski wzniósł zupełnie nową cerkiew, zachowaną do naszych czasów. W 1609 na mocy rozporządzenia Zygmunta III Wazy cerkiew przejęli unici. 
W latach 40. XVIII wieku obiekt został zniszczony przez pożar i przebudowany w stylu baroku wileńskiego z wyniosłą smukłą wieżą. W związku z likwidacją Unii w zaborze rosyjskim świątynię przekazano prawosławnym, a sześć lat później zyskała status parafialnej (wcześniej filia soboru św. Mikołaja, dzisiejszego katolickiego kościoła św. Kazimierza). 
W 1845 zburzono dom, który zasłaniał cerkiew od strony ulicy. W 1860 do cerkwi została dobudowana apsyda, a cały obiekt przeszedł gruntowną przebudowę i redekorację wnętrza. Obiektowi nadano styl rusko-bizantyjski z elementami typowymi dla wileńskich obiektów sakralnych. W 1866 odbyło się ponowne poświęcenie tak przebudowanej cerkwi. Głównym inicjatorem tej przebudowy był Michaił Murawiew, który pragnął uczynić cerkwie wileńskie równie wspaniałymi, jak te znajdujące się w Moskwie i zarazem podkreślić przynależność miasta do Rosji. Do dziś na ścianie świątyni znajduje się tablica upamiętniająca te działania Murawiewa, zaś kaplica położona w absydzie nosi wezwanie św. Michała. 
W czasach radzieckich cerkiew została zamknięta, jej ponowne udostępnienie wiernym nastąpiło dopiero w 1947. W 1961 została siedzibą liczącej 600 osób parafii. Wcześniej, w okresie 1949–1956 przeszła generalny remont.

## Architektura
Obecnie cerkiew reprezentuje styl rusko-bizantyjski z elementami charakterystycznymi dla budowli sakralnych Wilna. Z zewnątrz budynek jest malowany na biało i różne odcienie różu i czerwieni, bogato dekorowany fryzami i płaskorzeźbami. Okna cerkwi, półkoliste lub zakończone ostrym łukiem, są obramowane. Występują również dekorowane w podobny sposób blendy (niektóre z malowanymi wizerunkami świętych). Główne wejście do świątyni prowadzi przez obramowane skromnym portalem półkoliste drzwi, a następnie przedsionek wciśnięty między strzelistą wieżę zwieńczoną złotym krzyżem a dobudowaną w XIX wieku absydę zakończoną kopułą, również z krzyżem oraz z osobnym wejściem. Kopułę otacza rząd cebulasto wykończonych sygnaturek. Wnętrze cerkwi jest halowe.

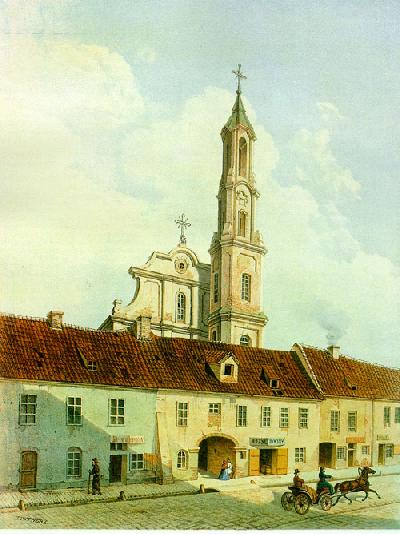
Widok cerkwi w XIX wieku, przed przebudową
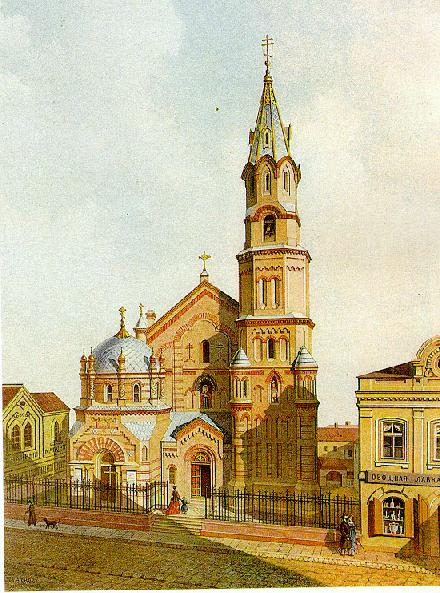
Cerkiew po przebudowie, obraz Iwana Trutniewa
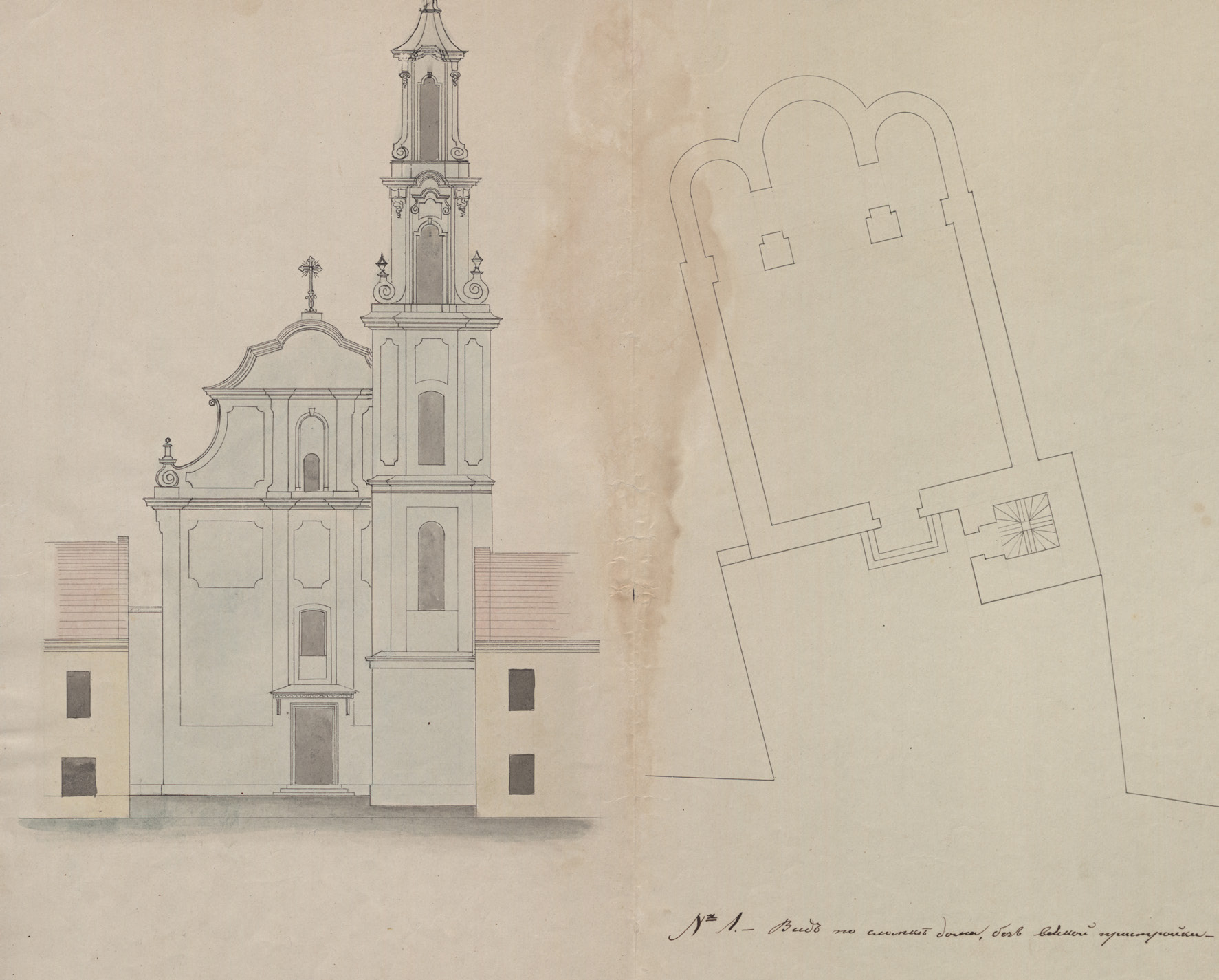
Cerkiew przed przebudową (1801-1850)